# フッカー郡 (ネブラスカ州)
座標: 北緯41度53分 西経101度08分 / 北緯41.89度 西経101.14度
フッカー郡（英: Hooker County）は、アメリカ合衆国のネブラスカ州にある郡。2000年時点での人口は783人で、郡庁所在地はミューレン (Mullen) である。
ネブラスカ州のナンバープレートでは、フッカー郡の車両は最初の数字が93になっている。これは1922年にナンバープレートの制度を確立した際、フッカー郡の車両登録数が州内の郡で93番目に多かったからである。

## 地理
アメリカ合衆国国勢調査局によると、この郡の総面積は1,869 km2 (722 mi2) である。このうち1,868 km2 (721 mi2)が陸地で、1 km2 (0 mi2) が海や湖などの水域である。総面積のうち0.05%が水域となっている。

### 隣接する郡
- チェリー郡（北）
- トーマス郡（東）
- マクファーソン郡（南）
- アーサー郡（南西）
- グラント郡（西）

## 人口動静

2000年の時点での郡の人口ピラミッド

2000年の国勢調査によると、フッカー郡には783人、335世帯、及び220家族が暮らしている。人口密度は0/km2 (1/mi2) で、0/km2 (1/mi2) の平均的な密度に440軒の住居が建っている。この郡の人種の構成は白人98.72%、先住民0.38%、アジア系0.13%、黒人（アフリカ系アメリカ人）と太平洋諸島系はおらず、その他の人種0.13%、混血0.64%、1.02%の人々がヒスパニックまたはラテン系である。
フッカー郡に住む335世帯のうち、26.90%は18歳未満の子どもと暮らしており、60.30%は夫婦で生活している。3.90%は未婚の女性が世帯主であり、34.30%は家族以外の住人と同居している。33.10%は独居で、全世帯の19.10%は65歳以上の独居老人世帯である。1世帯あたりの平均人数は2.26人であり、家庭の場合は2.90人である。
郡の住民は24.00%が18歳未満の子どもで、18歳以上24歳以下が4.10%、25歳以上44歳以下が21.60%、45歳以上64歳以下が23.40%、および65歳以上が26.90%となっている。平均年齢は45歳である。女性100人ごとに対して男性は83.40人いて、18歳以上の女性100人ごとに対して男性は84.80人いる。
郡の世帯ごとの平均収入は27,868米ドルで、家族ごとでは35,114米ドルである。男性の25,234米ドルに対して女性は16,250米ドルの平均的な収入がある。この郡の一人当たりの収入 (per capita income) は15,513米ドルである。総人口の6.90%、家族の4.90%は貧困線以下である。18歳未満の子どもの5.30%及び65歳以上の13.10%は貧困線以下の生活を送っている。

## コミュニティ

### 村
- ミューレン (en:Mullen, Nebraska)

### その他
- ダンウェル (en:Dunwell, Nebraska)